# しんまち公園
しんまち公園（しんまちこうえん）は宮城県富谷市の古くからの市街地に設置された公園である。

## 概要
南西側に西川が流れ、北は富谷市福祉健康センターの駐車場、東には富谷小学校や富谷幼稚園という公的な施設に囲まれた公園で、池と遊歩道と緑に特徴がある。富谷市の夏祭り、「おもしぇがらきてけさin富谷」の主会場となることが多い。
- 1993年（平成5年）町制施行30周年を記念して作られた。
- 平成6年度に建設大臣から「手づくり郷土賞」（人々が集い憩う水辺づくり）を受賞した[2]。

## 施設
人工池、池の周囲に遊歩道、人工滝、彫像（トロイメライ）、四阿

## 沿革
- 2012年（平成24年）10月13日 - しんまち公園で行われた十三夜魂のふるさとまつりにSPLASH (モラドカンパニー)が出演。

## 周辺施設
- 富谷宿
- 富谷市総合運動公園
- 富谷市福祉健康センター

## アクセス
- 仙台北部道路富谷ICから車で5分
- 駐車場 - 公園に隣接する、富谷市福祉健康センターの無料駐車場を利用できる。